# Луций Апроний Цезиан
Лу́ций Апро́ний Цезиа́н (лат. Lucius Apronius Caesianus; родился, по одной из версий, незадолго до 1 года до н. э. — умер после 39 года, Римская империя) — политический деятель эпохи ранней Римской империи, занимавший в 39 году совместно с императором Калигулой консульскую должность.

## Биография
О происхождении Цезиана известно лишь, что его приёмным отцом являлся консул-суффект 8 года и проконсул Нумидии в 18/21 году Луций Апроний. А его дед носил преномен «Гай». Учитывая дату септемвирата Луция Апрония и общий ход его cursus honorum, немецкий религиевед Йорг Рюпке предположил, что Цезиан родился незадолго до 1 года до н. э.
Предположительно, Луций Апроний был закреплён за Камилиевой трибой. Свою военную карьеру он начал под руководством отца: во время войны с Такфаринатом, вождём восставших нумидийцев, был отправлен Луцием Апронием-старшим против врага с конницей, когортой вспомогательных войск и легионерами. Успешно сразившись с нумидийцами, Луций отбросил их в пустыню. В награду Цезиан, в возрасте 21-го года, был введён в состав коллегии септемвиров эпулонов; в историографии его кооптацию датируют 20 годом или несколько поздним временем. Благодаря одному эпиграфическому источнику известно, что в этом качестве он освятил храм Венеры Эрицинской в Эриксе (др.-греч. Έρυξ). В 32 году император Тиберий наделяет Луция Апрония преторскими полномочиями.
В 39 году Цезиан занимал должность ординарного консула вместе с новым императором, пасынком Тиберия, Калигулой. Впрочем, о его дальнейшей судьбе достоверно ничего неизвестно. В сохранившихся источниках говорится, что в 47/48 году, при Клавдии, некто Луций Апроний Цезиан был возведён принцепсом в патрицианское сословие. Речь может идти как об ординарном консуле 39 года, так и о его сыне.

## Потомки
Около 30 года в браке с неизвестной женщиной у Луция Апрония родился сын, Луций, который, предположительно, вскоре после 48 года стал фламином Квирина и умерший в 70-х гг.